# Carib River
Der Carib River ist ein kurzer Fluss an der Nordspitze von Dominica. Er entspringt südwestlich von Pennville und fließt nach Osten, vorbei an Penville im Parish Saint Andrew und mündet nach steilem Abstieg südlich der Siedlung ins Karibische Meer. Der Fluss ist nur ca. 1,2 km lang. Nördlich schließt sich das Einzugsgebiet des Demitrie River an und südlich das Einzugsgebiet des L’Autre Bord River.